# Hoya Corporation
Hoya Corporation est un groupe japonais multidisciplinaire qui fait partie de l'indice TOPIX 100. Créé en 1941 à Tokyo, il compte près de 35 000 salariés à travers le monde et réalise en 2007 un chiffre d’affaires consolidé de 3,98 milliards d'euros. Au moment de sa création, l'entreprise s'appelait Optical Glass Factory Hiroshi Azuma, Inc.

## Histoire

### De 1941 à 1960
Le 1er novembre 1941 à Nishitōkyō (qui s’appelait alors Hoya), les frères Shoichi et Shigeru Yamanaka ont commencé à réaliser un projet ambitieux de fabrication de verres ophtalmiques. La période d’après-guerre fragilise les ventes de verres optiques. L’entreprise se tourne alors vers la fabrication du cristal pour des usages domestiques en exploitant sa technologie de fonte du verre. Au cours des années qui suivent, le groupe Hoya se lance dans la production d’objectifs pour les appareils photos, de disques mémoire, de photomasques pour  anneaux LCD. Il s’oriente aussi vers le domaine médical. La petite entreprise Tokyo Optical Glass Manufacturing devient Hoya, société mondialement connue avec près de 35 000 salariés, et présente dans plus d’une centaine de pays.

### 1960 à nos jours
Présent dans plusieurs domaines d’activités, le verre optique reste son cœur de métier. Associée à la recherche constante d’innovation, Hoya est à l’origine de nombreux résultats révolutionnaires, notamment dans le domaine du traitement antireflet. Ses réalisations commencent en 1963, année où Hoya est la 1re entreprise réussissant à appliquer un traitement antireflet sur un verre minéral, puis en 1980, sur des verres organiques. 
Nulux EP, lancé en 2001, est le premier verre unifocal à utiliser des calculs intégrant l’acuité visuelle et la rotation du globe oculaire.
En 2004, Hoya remporte un Silmo d’Or pour son verre Hoyalux iD. Ce verre progressif bénéfice de la technologie iD FreeForm. La  décomposition de la progression et le surfaçage point par point sur les deux faces, apportent au porteur une vision tout à fait naturelle dans toutes les directions. Dans la même famille, le verre Hoyalux iD MyStyle 100 % personnalisé est élu Produit Optique de l’année. En associant la technologie freeform à un logiciel spécifique utilisé par l’opticien dans son magasin, Hoya est en mesure d’optimiser des verres progressifs personnalisés pour chaque porteur. Hoya s’efforce d’offrir aux porteurs un grand choix de combinaisons avec ses matières, ses géométries, ses traitements (antireflet, photochromiques…) et ses verres solaires. La priorité du groupe étant à chaque fois, de faciliter la vie des porteurs de lunettes.
En 2010, Hoya a été récompensé pour le traitement antireflet Hi-Vision LongLife par le trophée iF Material Award, comme l’a été, cinq ans plus tôt, son prédécesseur, le traitement Super Hi-Vision. 
Particulièrement résistants, les verres Hoya se prêtent au rainurage et au perçage, tandis que pour le porteur, ils apportent une légèreté et une transparence optimales.

## Activités

### Electro-optique
Fabrication de composants électroniques pour écran LCD, disques durs et de caméras numériques.

### Pentax
Hoya Corporation a racheté Pentax en 2007, puis l'a revendu à Ricoh en juillet 2011. Pentax Médical reste en revanche dans le groupe Hoya.
Appareils compacts et reflex numériques, objectifs, flashes, reflex moyen-format professionnels, jumelles, accessoires pour appareils photo (division Imaging system), endoscopie souple, accessoires médicaux, prothèses osseuses en céramique (division LifeCare), composants et optiques pour appareils photo numériques et téléphones mobiles (division Optical component), équipements de surveillance vidéo, et Intellicorder - judas vidéo pour portes (Division SSD).

### Domaine de la santé[4]

#### Photonique
Lasers pour applications médicales et industrielles.
Lasers de technologie YAG pour la dermatologie et la dentisterie.
www.hoyaconbio.com

#### Verres ophtalmiques (Hoya Vision Care)
Production de verres ophtalmiques avec une forte présence en Europe.
Hoya est le premier fabricant au monde à proposer un traitement multicouches sur un verre minéral. En 2011, Hoya est challenger mondial dans les verres ophtalmiques (13 % du marché mondial, 15 % de parts de marchés en France) derrière le leader mondial Essilor (31 % du marché mondial, 75 % de parts de marchés en France).

#### Chirurgie ophtalmologique (Hoya Surgical Optics)
Implants intraoculaires pour le traitement de la cataracte.
Abbéromètre et Topographe ITRACE
La distribution en France, par Hoya, est lancée depuis Janvier 2010. La force de vente est constituée d'une dizaine de personnes en France.

#### Division Crystal (Life Style Rafinement Crystal)
Activité d'origine du groupe : Fabrication de produits en cristal à destination du grand public.
Activité d'origine du groupe dont la production s'est arrêtée en 2009.
Produits concurrents de Lalique et Baccarat de style japonisant (fleur de Lotus et autres...)

## Recherche et Developpement
Chaque année, Hoya investit 4 % de son chiffre d’affaires dans la recherche et développement, soit 150 millions d’euros en 2011. La division Vision Care a déposé 1 710 brevets au 30 mars 2012. Le centre de recherche et de développement basé à Tokyo mène de nombreuses études cliniques et tests aux portés. Celui-ci travaille en partenariat avec des universités basées en Amérique du Nord, au Japon et en Europe.

## EnFrance
Hoya Lens France possède une unité de production située à Émerainville (77), en région parisienne, destinée au marché français. Dans cette usine récente (2000) sont fabriqués aussi bien des verres unifocaux, bi(tri)focaux et progressifs. L'entreprise a également implanté son centre d'appels à Louviers (27) en Normandie où une équipe commerciale, composée d'une trentaine de personnes, répond aux demandes, apporte des conseils et prend quotidiennement les commandes des opticiens.